# یژی ماتوشکیویچ
یژی ماتوشکیویچ (لهستانی: Jerzy Matuszkiewicz؛ ‏ تلفظ لهستانی: [ˈjɛʐɨ matuʂˈkʲɛvit͡ʂ]؛ ‏ ۱۰ آوریل ۱۹۲۸ – ۳۱ ژوئیهٔ ۲۰۲۱) موسیقی‌دان، آهنگساز، نوازنده پیانو و نوازندهٔ ساکسوفون جاز اهل لهستان بود. او یکی از پیشگامان جنبش جاز پس از جنگ جهانی دوم در لهستان بود که به عنوان «بنیان‌گذار و پدر» جاز لهستان شناخته می‌شود.
او در سن ۲۰ سالگی یک کلوپ جاز را در انجمن مسیحی مردان جوان در کراکوف بنیان نهاد.
از فیلم‌ها یا مجموعه‌های تلویزیونی که وی در آن‌ها نقش داشته‌است، می‌توان به چگونه جنگ جهانی دوم را آغاز کردم، سفری برای یک لبخند، یوویتا، ازدواج مصلحتی، لغزش، خیابان فرعی ۴، چهل‌ساله و قماری بالاتر از زندگی اشاره نمود.
وی همچنین برندهٔ جوایزی همچون گلوریا آرتیس، نشان افتخار تولد لهستان و جایزهٔ افتخاری فیلم لهستان شده‌است.